# Ragadozó városok krónikája
A Ragadozó városok krónikája (Mortal Engines Quartet) Philip Reeve angol író öt megjelent és további két tervezett regényből álló science fiction-fantasysorozata. Reeve 2001-ben kezdte írni a sorozatot, melynek első részét, a Ragadozó városok című kötetet 2001-ben adták ki.

## Magyarul
- Ragadozó városok. Ragadozó városok 1; ford. Pétersz Tamás; Alexandra, Pécs, 2018
- A ragadozó aranya. Ragadozó városok 2; ford. Pétersz Tamás; Alexandra, Pécs, 2019

## Cím
Az első rész címe Mortal Engines volt, s a kifejezés  William Shakespeare Othello című művéből ered.

## Elismerések
Az Ragadozó városok 2002-ben elnyerte a Whitbread Book Award díjat, 2002-ben pedig a Nestle Smarties Book Prize.
Az A Darkling Plain 2006-ban elnyerte a Guardian Children Fiction's Prize díjat, 2007-ben pedig a Los Angeles Times Book Prize for Young Adult Fiction.

## Filmadaptáció
A Universal Pictures 2018. december 14-én mutatta be a könyv alapján készült filmet, Ragadozó városok címmel, Hugo Weaving és Stephen Lang főszereplésével. A mozifilm 100 millió dolláros költségvetéssel készült, Christian Rivers rendezésében. A főszereplő Hestert Hera Hilmar alakítja, mely egyben filmes debütálása is.

## Fordítás
- Ez a szócikk részben vagy egészben  a   Mortal Engines Quartet című angol Wikipédia-szócikk fordításán alapul.  Az eredeti cikk szerkesztőit annak laptörténete sorolja fel. Ez a jelzés csupán a megfogalmazás eredetét és a szerzői jogokat jelzi, nem szolgál a cikkben szereplő információk forrásmegjelöléseként.

## Könyvek
- Hahn, Daniel. The Oxford Companion to Children's Literature. Oxford University Press, 2. o. (2015. június 1.). ISBN 978-0199695140
- Keazor, Henry. 'Mortal Engines' und 'Infernal Devices': Architektur- und Technologie-Nostalgie bei Philip Reeve, Techniknostalgie und Retrotechnologie, 129 - 147. o. (2010)